# Золотий глобус (67-ма церемонія вручення)
67-ма церемонія вручення нагород премії «Золотий глобус»

17 січня 2010 року
Найкращий фільм — драма: 
«Аватар»
Найкращий фільм —
комедія або мюзикл: 
«Похмілля у Вегасі»
Найкращий телесеріал — драма: 
«Божевільні»
Найкращий телесеріал —
комедія або мюзикл: 
«Хор»
Найкращий мінісеріал або телефільм: 
«Сірі сади»
< 66-та • Церемонії вручення • 68-ма >
67-ма церемонія вручення нагород премії «Золотий глобус» за заслуги в галузі кінематографу і телебачення за 2009 рік, що відбулася 17 січня 2010 в готелі Беверлі-Гілтон (Беверлі-Гіллз, Лос-Анджелес, Каліфорнія). Номінанти, в 25 категоріях, були оголошені 15 грудня 2009 року. Церемонія транслювалася американською телекомпанією NBC. Її ведучим став англійський актор Рікі Джервейс. Церемонія спродюсована компанією Dick Clark Productions у співпраці з голлівудською асоціацією іноземної преси.
По дві нагороди здобули фільми: «Аватар», «Божевільне серце» та «Вперед і вгору». Фільм «Біла стрічка», переможець премії «Європейської кіноакадемії», завоював також нагороду «Золотий глобус» в категорії Найкращий фільм іноземною мовою. Акторки Сандра Буллок та Меріл Стріп, які були номіновані відразу в двох категоріях, отримали по одній нагороді. Також у двох категоріях були номіновані акторка Анна Паквін і актор Метт Деймон, але вони залишилися без нагороди. Телефільм «Сірі сади» і телевізійний серіал «Декстер» отримали призи відразу в двох категоріях. Фільм «Дев'ять» і телевізійний серіал «Хор», які були лідерами за кількістю номінацій, не були удостоєні нагородою. Премію Сесіля Б. Де Мілля (нагороду за внесок у кінематограф) отримав Мартін Скорсезе.

## Список лауреатів і номінантів

### Кіно
Фільми з найбільшою кількістю нагород та номінацій
| Фільм                 | Перемоги | Номінації |
| --------------------- | -------- | --------- |
| • «Аватар»            | 2        | 4         |
| • «Божевільне серце»  | 2        | 2         |
| • «Вперед і вгору»    | 2        | 2         |
| • «Вище неба»         | 1        | 6         |
| • «Безславні виродки» | 1        | 4         |
| • «Скарб»             | 1        | 3         |
| • «Джулі та Джулія»   | 1        | 2         |
| • «Похмілля у Вегасі» | 1        | 1         |
| • «Невидима сторона»  | 1        | 1         |
| • «Шерлок Холмс»      | 1        | 1         |
| • «Біла стрічка»      | 1        | 1         |
| • «Дев'ять»           | —        | 5         |
| • «Володар бурі»      | —        | 3         |
| • «Як усе заплутано»  | —        | 3         |
| • «Непідкорений»      | —        | 3         |
| • «Самотній чоловік»  | —        | 3         |
| • «500 днів літа»     | —        | 2         |
| • «Брати»             | —        | 2         |
| • «Інформатор»        | —        | 2         |
| • «Остання станція»   | —        | 2         |

• Переможці вказані першими і виділені окремим кольором.
| Категорія                                   | Лауреати і номінанти                                            | Лауреати і номінанти                                             |
| ------------------------------------------- | --------------------------------------------------------------- | ---------------------------------------------------------------- |
| Найкращий фільм — драма                     | • «Аватар»                                                      | • «Аватар»                                                       |
| Найкращий фільм — драма                     | • «Володар бурі»                                                |                                                                  |
| Найкращий фільм — драма                     | • «Безславні виродки»                                           |                                                                  |
| Найкращий фільм — драма                     | • «Скарб»                                                       |                                                                  |
| Найкращий фільм — драма                     | • «Вище неба»                                                   |                                                                  |
| Найкращий фільм — комедія або мюзикл        | • «Похмілля у Вегасі»                                           | • «Похмілля у Вегасі»                                            |
| Найкращий фільм — комедія або мюзикл        | • «500 днів літа»                                               |                                                                  |
| Найкращий фільм — комедія або мюзикл        | • «Як усе заплутано»                                            |                                                                  |
| Найкращий фільм — комедія або мюзикл        | • «Джулі та Джулія»                                             |                                                                  |
| Найкращий фільм — комедія або мюзикл        | • «Дев'ять»                                                     |                                                                  |
| Найкраща чоловіча роль — драма              |                                                                 | • «Божевільне серце» — Джефф Бріджес за роль короля Отіса Блейка |
| Найкраща чоловіча роль — драма              | • «Вище неба» — Джордж Клуні за роль Раяна Бінгема              |                                                                  |
| Найкраща чоловіча роль — драма              | • «Самотній чоловік» — Колін Ферт за роль Джорджа Фальконера    |                                                                  |
| Найкраща чоловіча роль — драма              | • «Непідкорений» — Морган Фрімен за роль Нельсона Мандели       |                                                                  |
| Найкраща чоловіча роль — драма              | • «Брати» — Тобі Магваєр за роль Сема Кехілла                   |                                                                  |
| Найкраща жіноча роль — драма                |                                                                 | • «Невидима сторона» — Сандра Буллок за роль Лії Енн Туї         |
| Найкраща жіноча роль — драма                | • «Молода Вікторія» — Емілі Блант за роль королеви Вікторії     |                                                                  |
| Найкраща жіноча роль — драма                | • «Остання станція» — Гелен Міррен за роль Софії Толстої        |                                                                  |
| Найкраща жіноча роль — драма                | • «Освіта» — Кері Малліган за роль Дженні Меллор                |                                                                  |
| Найкраща жіноча роль — драма                | • «Скарб» — Габурі Сідібе за роль Клейріс Джонс                 |                                                                  |
| Найкраща чоловіча роль — комедія або мюзикл |                                                                 | • «Шерлок Холмс» — Роберт Дауні-молодший за роль Шерлока Холмса  |
| Найкраща чоловіча роль — комедія або мюзикл | • «Серйозна людина» — Майкл Сталберг за роль Ларрі Гопніка      |                                                                  |
| Найкраща чоловіча роль — комедія або мюзикл | • «500 днів літа» — Джозеф Гордон-Левітт за роль Томаса Генсона |                                                                  |
| Найкраща чоловіча роль — комедія або мюзикл | • «Дев'ять» — Деніел Дей-Льюіс за роль Гвідо Контіні            |                                                                  |
| Найкраща чоловіча роль — комедія або мюзикл | • «Інформатор» — Метт Деймон за роль Марка Вітекра              |                                                                  |
| Найкраща жіноча роль — комедія або мюзикл   |                                                                 | • «Джулі та Джулія» — Меріл Стріп за роль Джулії Чайлд           |
| Найкраща жіноча роль — комедія або мюзикл   | • «Пропозиція» — Сандра Буллок за роль Маргарет Тейт            |                                                                  |
| Найкраща жіноча роль — комедія або мюзикл   | • «Дев'ять» — Маріон Котіяр за роль Луїза Контіні               |                                                                  |
| Найкраща жіноча роль — комедія або мюзикл   | • «Подвійна гра» — Джулія Робертс за роль Клер Стенвік          |                                                                  |
| Найкраща жіноча роль — комедія або мюзикл   | • «Як усе заплутано» — Меріл Стріп за роль Джейн Адлер          |                                                                  |
| Найкраща чоловіча роль другого плану        |                                                                 | • «Безславні виродки» — Крістоф Вальц за Ганса Ланда             |
| Найкраща чоловіча роль другого плану        | • «Непідкорений» — Метт Деймон за роль Француа Пінаар           |                                                                  |
| Найкраща чоловіча роль другого плану        | • «Посланець» — Вуді Гаррельсон за роль Тоні Стоуна             |                                                                  |
| Найкраща чоловіча роль другого плану        | • «Остання станція» — Крістофер Пламмер за роль Льва Толстого   |                                                                  |
| Найкраща чоловіча роль другого плану        | • «Милі кості» — Стенлі Туччі за роль Джорджа Гарві             |                                                                  |
| Найкраща жіноча роль другого плану          |                                                                 | • «Скарб» — Мо'Нік за Мері Лі Джонстон                           |
| Найкраща жіноча роль другого плану          | • «Дев'ять» — Пенелопа Крус за роль Карли                       |                                                                  |
| Найкраща жіноча роль другого плану          | • «Вище неба» — Віра Фарміґа за роль Алекс Горан                |                                                                  |
| Найкраща жіноча роль другого плану          | • «Вище неба» — Анна Кендрік за роль Наталі Кінер               |                                                                  |
| Найкраща жіноча роль другого плану          | • «Самотній чоловік» — Джуліанн Мур за роль Чарлі Міллер        |                                                                  |
| Найкраща режисерська робота                 |                                                                 | • «Аватар» — Джеймс Кемерон                                      |
| Найкраща режисерська робота                 | • «Непідкорений» — Клінт Іствуд                                 |                                                                  |
| Найкраща режисерська робота                 | • «Володар бурі» — Кетрін Бігелоу                               |                                                                  |
| Найкраща режисерська робота                 | • «Безславні виродки» — Квентін Тарантіно                       |                                                                  |
| Найкраща режисерська робота                 | • «Вище неба» — Джейсон Райтман                                 |                                                                  |
| Найкращий сценарій                          |                                                                 | • «Вище неба» — Джейсон Райтман, Шелдон Тернер                   |
| Найкращий сценарій                          | • «Дев'ятий округ» — Нілл Блумкамп, Террі Тетчелл               |                                                                  |
| Найкращий сценарій                          | • «Володар бурі» — Марк Боал                                    |                                                                  |
| Найкращий сценарій                          | • «Безславні виродки» — Квентін Тарантіно                       |                                                                  |
| Найкращий сценарій                          | • «Як усе заплутано» — Ненсі Меєрс                              |                                                                  |
| Найкраща музика                             |                                                                 | • «Вперед і вгору» — Майкл Джаккіно                              |
| Найкраща музика                             | • «Самотній чоловік» — Абель Корженевскі                        |                                                                  |
| Найкраща музика                             | • «Аватар» — Джеймс Горнер                                      |                                                                  |
| Найкраща музика                             | • «Інформатор» — Марвін Гамліш                                  |                                                                  |
| Найкраща музика                             | • «Там, де живуть Чудовиська» — Карен О, Картер Бервелл         |                                                                  |
| Найкраща пісня                              | • «Божевільне серце» — «The Weary Kind»                         | • «Божевільне серце» — «The Weary Kind»                          |
| Найкраща пісня                              | • «Дев'ять» — «Cinema Italiano»                                 |                                                                  |
| Найкраща пісня                              | • «Аватар» — «I See You»                                        |                                                                  |
| Найкраща пісня                              | • «У них все добре» — «(I Want to) Come Home»                   |                                                                  |
| Найкраща пісня                              | • «Брати» — «Winter»                                            |                                                                  |
| Найкращий анімаційний фільм                 | • «Вперед і вгору»                                              | • «Вперед і вгору»                                               |
| Найкращий анімаційний фільм                 | • «Мінлива хмарність, часом фрикадельки»                        |                                                                  |
| Найкращий анімаційний фільм                 | • «Кораліна»                                                    |                                                                  |
| Найкращий анімаційний фільм                 | • «Незрівнянний містер Фокс»                                    |                                                                  |
| Найкращий анімаційний фільм                 | • «Принцеса і Жаба»                                             |                                                                  |
| Найкращий фільм іноземною мовою             | • «Біла стрічка» (Австрія, Німеччина)                           | • «Біла стрічка» (Австрія, Німеччина)                            |
| Найкращий фільм іноземною мовою             | • «Баарія» / «Baarìa» (Італія)                                  |                                                                  |
| Найкращий фільм іноземною мовою             | • «Пророк» (Франція)                                            |                                                                  |
| Найкращий фільм іноземною мовою             | • «Розімкнені обійми» (Іспанія)                                 |                                                                  |
| Найкращий фільм іноземною мовою             | • «Служниця» / «La Nana» (Чилі)                                 |                                                                  |

### Телебачення
Телесеріали з найбільшою кількістю нагород та номінацій
| Фільм                     | Перемоги | Номінації |
| ------------------------- | -------- | --------- |
| • «Сірі сади»             | 2        | 3         |
| • «Декстер»               | 2        | 3         |
| • «Хор»                   | 1        | 4         |
| • «30 потрясінь»          | 1        | 3         |
| • «Божевільні»            | 1        | 3         |
| • «Велике кохання»        | 1        | 3         |
| • «Забираючи Ченса»       | 1        | 2         |
| • «Гарна дружина»         | 1        | 1         |
| • «Нав'язливі стани Тари» | 1        | 1         |
| • «Сутичка»               | —        | 3         |
| • «Джорджія О'Кіфф»       | —        | 3         |
| • «Занурюючись в бурю»    | —        | 3         |
| • «Антураж»               | —        | 2         |
| • «Доктор Хаус»           | —        | 2         |
| • «Величезний»            | —        | 2         |
| • «Офіс»                  | —        | 2         |
| • «Реальна кров»          | —        | 2         |

| Категорія                                                                | Лауреати і номінанти                                                  | Лауреати і номінанти                                          |
| ------------------------------------------------------------------------ | --------------------------------------------------------------------- | ------------------------------------------------------------- |
| Найкращий серіал — драма                                                 | • «Божевільні»                                                        | • «Божевільні»                                                |
| Найкращий серіал — драма                                                 | • «Велике кохання»                                                    |                                                               |
| Найкращий серіал — драма                                                 | • «Декстер»                                                           |                                                               |
| Найкращий серіал — драма                                                 | • «Доктор Хаус»                                                       |                                                               |
| Найкращий серіал — драма                                                 | • «Реальна кров»                                                      |                                                               |
| Найкращий серіал — комедія або мюзикл                                    | • «Хор»                                                               | • «Хор»                                                       |
| Найкращий серіал — комедія або мюзикл                                    | • «30 потрясінь»                                                      |                                                               |
| Найкращий серіал — комедія або мюзикл                                    | • «Антураж»                                                           |                                                               |
| Найкращий серіал — комедія або мюзикл                                    | • «Американська сімейка»                                              |                                                               |
| Найкращий серіал — комедія або мюзикл                                    | • «Офіс»                                                              |                                                               |
| Найкращий мінісеріал або телефільм                                       | • «Сірі сади»                                                         | • «Сірі сади»                                                 |
| Найкращий мінісеріал або телефільм                                       | • «Джорджія О'Кіфф» / Georgia O'Keeffe                                |                                                               |
| Найкращий мінісеріал або телефільм                                       | • «Занурюючись в бурю» / Into the Storm                               |                                                               |
| Найкращий мінісеріал або телефільм                                       | • «Крихітка Дорріт»                                                   |                                                               |
| Найкращий мінісеріал або телефільм                                       | • «Забираючи Ченса» / Taking Chance                                   |                                                               |
| Найкраща чоловіча роль серіалу — драма                                   |                                                                       | • «Декстер» — Майкл Голл за роль Декстера Моргана             |
| Найкраща чоловіча роль серіалу — драма                                   | • «Менталіст» — Саймон Бейкер за роль Патріка Джейна                  |                                                               |
| Найкраща чоловіча роль серіалу — драма                                   | • «Божевільні» — Джон Гемм за роль Дона Дрейпера                      |                                                               |
| Найкраща чоловіча роль серіалу — драма                                   | • «Доктор Хаус» — Г'ю Лорі за роль Грегорі Хауса                      |                                                               |
| Найкраща чоловіча роль серіалу — драма                                   | • «Велике кохання» — Білл Пекстон за роль Біла Генріксона             |                                                               |
| Найкраща жіноча роль серіалу — драма                                     |                                                                       | • «Гарна дружина» — Джуліанна Маргуліс за роль Алісії Флоррік |
| Найкраща жіноча роль серіалу — драма                                     | • «Божевільні» — Дженьюарі Джонс за роль Бетті Дрейпер                |                                                               |
| Найкраща жіноча роль серіалу — драма                                     | • «Сутичка» — Гленн Клоуз за роль Петті Х'юз                          |                                                               |
| Найкраща жіноча роль серіалу — драма                                     | • «Реальна кров» — Анна Паквін за роль Сокі Стакхаус                  |                                                               |
| Найкраща жіноча роль серіалу — драма                                     | • «Шукачка» — Кіра Седжвік за роль Бренди Лі Джонсон                  |                                                               |
| Найкраща чоловіча роль серіалу — комедія або мюзикл                      |                                                                       | • «30 потрясінь» — Алек Болдвін за роль Джека Донагі          |
| Найкраща чоловіча роль серіалу — комедія або мюзикл                      | • «Офіс» — Стів Карелл за роль Майкла Скотта                          |                                                               |
| Найкраща чоловіча роль серіалу — комедія або мюзикл                      | • «Секс і Каліфорнія» — Девід Духовни за роль Генка Муді              |                                                               |
| Найкраща чоловіча роль серіалу — комедія або мюзикл                      | • «Величезний» — Томас Джейн за роль Рея Дрекера                      |                                                               |
| Найкраща чоловіча роль серіалу — комедія або мюзикл                      | • «Хор» — Меттью Моррісон за роль Вілла Шустера                       |                                                               |
| Найкраща жіноча роль серіалу — комедія або мюзикл                        |                                                                       | • «Нав'язливі стани Тари» — Тоні Коллетт за роль Тари Грегсон |
| Найкраща жіноча роль серіалу — комедія або мюзикл                        | • «30 потрясінь» — Тіна Фей за роль Ліз Лемон                         |                                                               |
| Найкраща жіноча роль серіалу — комедія або мюзикл                        | • «Хор» — Ліа Мішель за роль Рейчел Беррі                             |                                                               |
| Найкраща жіноча роль серіалу — комедія або мюзикл                        | • «Медсестра Джекі» — Іді Фалко за роль Джекі Пейтон                  |                                                               |
| Найкраща жіноча роль серіалу — комедія або мюзикл                        | • «Місто хижачок» — Кортні Кокс за роль Джулс Кобб                    |                                                               |
| Найкраща чоловіча роль мінісеріалу або телефільму                        |                                                                       | • «Забираючи Ченса» — Кевін Бейкон за роль Майкла Стробла     |
| Найкраща чоловіча роль мінісеріалу або телефільму                        | • «Волландер» — Кеннет Брана за роль Курта Волландера                 |                                                               |
| Найкраща чоловіча роль мінісеріалу або телефільму                        | • «Завершення» — Чиветел Еджіофор за роль Табо Мбекі                  |                                                               |
| Найкраща чоловіча роль мінісеріалу або телефільму                        | • «Занурюючись в бурю» — Брендан Глісон за роль Вінстона Черчилля     |                                                               |
| Найкраща чоловіча роль мінісеріалу або телефільму                        | • «Джорджія О'Кіфф» — Джеремі Айронс за роль Альфреда Штігліца        |                                                               |
| Найкраща жіноча роль мінісеріалу або телефільму                          |                                                                       | • «Сірі сади» — Дрю Беррімор за роль Едіт Був'є Біл (юна)     |
| Найкраща жіноча роль мінісеріалу або телефільму                          | • «Джорджія О'Кіфф» — Джоан Аллен за роль Джорджії О'Кіф              |                                                               |
| Найкраща жіноча роль мінісеріалу або телефільму                          | • «Сірі сади» — Джессіка Ленґ за роль Едіт Був'є Біл (доросла)        |                                                               |
| Найкраща жіноча роль мінісеріалу або телефільму                          | • «Хоробре серце Ірени Сендлер» — Анна Паквін за роль Ірени Сендлер   |                                                               |
| Найкраща жіноча роль мінісеріалу або телефільму                          | • «Молитви за Боббі» — Сігурні Вівер за роль Мері Гріффіт             |                                                               |
| Найкраща чоловіча роль другого плану серіалу, мінісеріалу або телефільму |                                                                       | • «Декстер» — Джон Літгоу за роль Артура Мітчелла             |
| Найкраща чоловіча роль другого плану серіалу, мінісеріалу або телефільму | • «Загублені» — Майкл Емерсон за роль Бенджаміна Лайнуса              |                                                               |
| Найкраща чоловіча роль другого плану серіалу, мінісеріалу або телефільму | • «Як я зустрів вашу маму» — Ніл Патрік Гарріс за роль Барні Стінсона |                                                               |
| Найкраща чоловіча роль другого плану серіалу, мінісеріалу або телефільму | • «Сутичка» — Вільям Герт за роль Деніела Перселла                    |                                                               |
| Найкраща чоловіча роль другого плану серіалу, мінісеріалу або телефільму | • «Антураж» — Джеремі Півен за роль Арі Голда                         |                                                               |
| Найкраща жіноча роль другого плану серіалу, мінісеріалу або телефільму   |                                                                       | • «Велике кохання» — Хлоя Севіньї за роль Ніколетти Грант     |
| Найкраща жіноча роль другого плану серіалу, мінісеріалу або телефільму   | • «Величезний» — Джейн Адамс за роль Тані Скейгл                      |                                                               |
| Найкраща жіноча роль другого плану серіалу, мінісеріалу або телефільму   | • «Сутичка» — Роуз Бірн за роль Еллен Парсонс                         |                                                               |
| Найкраща жіноча роль другого плану серіалу, мінісеріалу або телефільму   | • «Хор» — Джейн Лінч за роль Сью Сільвестр                            |                                                               |
| Найкраща жіноча роль другого плану серіалу, мінісеріалу або телефільму   | • «Занурюючись в бурю» — Джанет Мактір за роль Клементини Черчилль    |                                                               |

## Спеціальні нагороди
| Премія імені Сесіля Б. Де Мілля (Нагорода за внесок у кінематограф) |  | Мартін Скорсезе американський кінорежисер, сценарист, продюсер            |
| Міс «Золотий глобус» (Символічний титул)                            |  | Мевіс Спенсер донька письменника Родріка Спенсера та акторки Елфрі Вудард |